# Gnatholabis ugandana
Gnatholabis ugandana är en skalbaggsart som beskrevs av Ohaus 1913. Gnatholabis ugandana ingår i släktet Gnatholabis och familjen Rutelidae. Inga underarter finns listade i Catalogue of Life.